# Microsoft Expression Web
Microsoft Expression Web [ˈmaɪˌkroʊˈsɔft ɪkˈsprɛʃən wɛb] (кодовое название Quartz) — визуальный (WYSIWYG) HTML-редактор и инструмент для веб-дизайна от Microsoft, пришедший на замену Microsoft FrontPage.
Expression Web использует свой, основанный на стандартах, движок рендеринга, отличающийся от движка Trident, на котором основан браузер Internet Explorer (и который менее совместим с общими стандартами) и позволяет создавать интернет-страницы с интеграцией XML, CSS 2.1, ASP.NET 3.5, XHTML, XSLT и JavaScript непосредственно в сайты. Вторая версия, Expression Web 2, имеет полную поддержку PHP и Silverlight.
Для работы программы необходим .NET Framework 2.0.
Родственной программой является Microsoft SharePoint Designer.
Microsoft Expression Web обеспечивает возможность устанавливать дополнения от сторонних разработчиков, расширяя способности Expression Web.

## Обновления
В марте 2011 года вышел первый Service Pack, а в июле 2011 — Service Pack 2.

## Использование
Редактор Microsoft Expression Web используется в профессиональной веб-разработке и веб-дизайне. Программа имеет закрытый код.